# Рачково (Великопольское воеводство)
Рачко́во (пол. Raczkowo) — село в Польше на территории гмины Скоки Вонгровецкого повета Великопольского воеводства.

## География
Село находится в 8 км от административного центра гмины города Скоки, в 17 км от города Вонгровец и 36 км от центра воеводства города Познань.

## История
Небольшая деревня на юго-востоке, в 8 км от Скоки. Раскинулся над рекой Малой Велной.
Деревня упоминается в 1252 году как Расковче. Название происходит от Рачека, имени владельца. В 1389 году Рачкув владел Флориан Грохала Рачковский из рода Наленчей. В средние века было всего 2 департамента. В 1580 году Ян Рачковский унаследовал часть Рачкова, у Шишковской был второй участок, а в 1591 году в записях появляется Наленч Лукаш Рачковский.
История церкви в Рачково связана с историей деревни Рачково, которая впервые упоминается в 1252 году и которая в 1389 году принадлежала трояну Грохолу Рачковскому из польского рода Наленчей. В 13 или 14 веке семья Наленчей основала здесь костел Всех Святых. Таким образом, здесь образовался самостоятельный, независимый приход. Деревянная церковь того времени не сохранилась. Однако известно, что в 1406 году приходским священником в Рачкуве был о. Войцех, а около 1526 г. о. Мацей из Лекно.
С 1975 по 1998 год село входило в Познанское воеводство.

## Достопримечательности
- Деревянная церковь, построена в 1780—1782 годах. Находится на территории ландшафтного парка «Пуща-Зелёнка».